# London Symphony Orchestra, Vol. 2
London Symphony Orchestra, Vol. 2 es un álbum del músico y compositor norteamericano Frank Zappa de 1987, interpretado por la Orquesta Sinfónica de Londres. Es la continuación del álbum de 1983 London Symphony Orchestra, Vol. 1, proveniente las mismas sesiones de grabación, en enero de 1983. Los dos álbumes, después se combonaron en un solo CD editado por Rykodisc en 1995, bajo el nombre de London Symphony Orchestra Vol. 1 & 2.

## Lista de canciones

### Cara A
1. "Bogus Pomp" – 24:32

### Cara B
1. "Bob in Dacron" – 12:12
2. "Strictly Genteel" – 6:53

## Personal

### Músicos
- Orquesta Sinfónica de Londres dirigida por Kent Nagano
- David Ocker – clarinete
- Chad Wackerman – batería
- Ed Mann – percusión

### Personal técnico
- Frank Zappa – productor
- Mark Pinske – ingeniero
- James Stagnita – diseño gráfico
- Mark Hanauer – fotografía